# Camino de Jorasán
El camino de Jorasán fue una ruta troncal que conectaba Bagdad, la capital del califato abasí, con la provincia nororiental de Jorasán y, a través de esta, China y Asia Central.

## Curso

Mapa de la ruta de Bagdad a Rayy, según Ibn Jordadbeh, con distancias indicadas en parsangas

Es probablemente la ruta más descrita de las carreteras del califato abasí. No sólo es descrita en detalle por Ibn Rustah sino también por otros geógrafos como Qudama ibn Ja'far e Ibn Khordadbeh que incluso da distancias de sus etapas. La carretera empezaba en la puerta de Jorasán de Bagdad en el lado oriental de la ciudad redonda de al-Mansur, y se alejaba de la ciudad por la segunda puerta de Jorasán en Bagdad este.

Mapa de la carretera de Rayy a Nishapur, con distancias en parsangas

El primer asentamiento después de Bagdad era Nahrauán o Jisr Nahrauán («Puente de Nahrauán»), así llamado en honor del gran canal de Nahrawan que cruzaba la localidad. En el periodo abasí era una población próspera, pero fue posteriormente abandonada cuándo la carretera se movió al norte a Baquba. El distrito circundante fue llamado Ṭarīq-i-Khurāsān. La siguiente ciudad era Daskarah al-Malik («Daskara del Rey»), se identifica con la Dastagird sasánida. Le seguía Jalula, cercana a un puente sasánida que cruzaba el río Diala, Janiqin, también sitio de un puente importante, y Qasr Sjirin, el «Castillo de Shirin», así llamado en honor de la esposa del sah Cosroes II. En Hulwán, la carretera dejaba la llanura mesopotamia y se adentraba en los montes Zagros y la provincia de Yibal. La carretera continuaba hacia Madharustán y finalmente alcanzaba el paso de Hulwán, la ciudad de Kirind y el pueblo de Jushan. Entonces seguía a Tazar, también llamada Qasr Yazid, y al-Zubaydiya, donde la carretera viraba hacia Kirmanshah y atravesaba la llanura de Mayidasht. La mayoría de estas localidades contaron con palacios sasánidas, según los geógrafos musulmanes. Desde Kermanshah la carretera seguía a Hamadán y Sivah, viraba al norte hasta Rayy y desde allí entraba a la provincia de Qumis. La carretera era el principal acceso a Qumis y la mayoría de las ciudades de la provincia se localizaban a lo largo de su curso: Juwar, Qasr o Qariyat al-Milh (el «Castillo de la Sal»), Ras al-Kalb («la cabeza del perro», identificable con Lasgird), Semnán, Damghan, al-Haddadah («La Forja») o Mihman-Dust, y Bistam. Cerca de esta, en el pueblo de Badhash, la carretera alcanzaba Jorasán.

Mapa de Jorasán y Transoxiana a comienzos del periodo islámico

Una vez en Jorasán la vía se dividía  en dos: una rama norte, también llamada la «ruta de caravanas», se dirigía a Jajarm y, a través de Azadvar a Nishapur, y una rama sur más corta o «ruta del correo» a lo largo del borde del desierto de Dasht-e Kavir vía Asadabad, Bahmanibad o Mazinan y Sabzivar, llegando igualmente a Nishapur. Poco después de Nishapur, en Qasr al-Rih («Castillo del Viento»), la carretera se volvía a dividir otra vez en dos ramas que iban suroeste y nordeste. La primera pasaba por Herat, donde lo enlazaba con las carreteras a Ghur, Asfuzar y Farah (cruce con las comunicaciones a Zaranj en Sacastán). La rama nororiental iba a Qasr al-Rih vía Mashhad, Tus, Mazdaran, y Sarajs a Merv y Merv al-Rudh. De Merv la carretera continuaba cruzando el río Oxus en Amul y llegando a Bujará y Samarcanda. De Merv al-Rudh salía una carretera secundara a Herat, otra al noreste a Balj y, cruzando el Oxus, Termez cruce con las carreteras de Saghaniyán y Juttal. Otra rama secundaria empezaba al oeste de Bujará y Samarcanda. De Amul, partía otra rama que discurría a lo largo de la ribera sur del Oxus a Corasmia y el mar de Aral. De Samarcanda la carretera cruzaba el río Sughd y se dirigía a la ciudad de Zomin en Usrushana, al este de la capital local, Bunjikaz. Allí la carretera se dividía otra vez, con una rama norte a Shash y el curso bajo del Jaxartes, y otra al este al curso superior del Jaxartes, el Valle de Ferganá y China.